# クリスティアン・クム
クリスティアン・クム（Christian Kum、1985年9月13日 - ）は、ドイツ・フランクフルト出身の元サッカー選手。現役時代のポジションはDF。

## クラブ経歴

### 生い立ち
ドイツのフランクフルトで1985年に生まれたが、生後半年でオランダに移住した。また、クムの父親はドイツ人、母親はオランダ人である。クムはDSOというアマチュアクラブでサッカーを始め、のちにフェイエノールトにスカウトされた。その後、RVCライスワイクを経てADOデン・ハーグの下部組織に加入した。

### プロ経歴
2006年1月29日、PSVアイントホーフェン戦でトップチームデビューを果たした。
2012年7月1日、SCヘーレンフェーンに移籍した。膝の負傷のため、デビュー戦は11月5日のPECズヴォレ戦であったが、デビュー後は持ち前のユーティリティ性を生かしてCBやLSB、RSBなど最終ラインのすべてをカバーした。
2014年6月24日、FCユトレヒトにフリーで移籍した。
2016年8月19日、昨シーズンの冬より接触のあったローダJCへと移籍し、2年契約を結んだ。
2018年6月25日、VVVフェンローと1年契約を交わした。

## 人物
本職はCBだが、両足を遜色使いこなせるため、左右両方のサイドバックに対応できる。